# Aleksandr Milinkevich
Aleksandr Vladímirovich Milinkévich o también Alaksandar Milinkievič (en bielorruso: Аляксандар Мілінкевіч; en ruso: Александр Милинкевич; Grodno, 25 de julio de 1947) es un político bielorruso. Fue el candidato de la coalición opositora contra el presidente Aleksandr Lukashenko en la elección presidencial del 19 de marzo de 2006.
Aleksandr Milinkévich nació en 1947 en Grodna. Después de graduarse de la Universidad de Grodna en el Instituto de Física de la Academia Nacional de Ciencias de Bielorrusia obtuvo el grado académico de Kandidat Nauk (Doctor de ciencias) en Física. Entre 1980 y 1984, estuvo a cargo de la Facultad de Física de la Universidad de Sétif en Argel. También sirvió como docente en la Universidad de Grodna entre 1978 y 1980, y luego desde 1984 hasta 1990. En ese tiempo comenzó a cooperar con las autoridades locales como jefe de uno de los comités. Pronto alcanzó el rango de vicealcalde de la ciudad.
El 2001, fue jefe de campaña de Siamión Domash, uno de los líderes de la oposición que se presentaron a las elecciones presidenciales de ese año. En octubre de 2005 fue escogido por las Fuerzas Democráticas Unidas de Bielorrusia como el candidato de la oposición unida en las elecciones de 2006. Milinkévich obtuvo el 6,1% de los votos frente al 83% obtenido por el presidente Aleksandr Lukashenko.
El 12 de diciembre de 2006, fue premiado con el Premio Sájarov por el Parlamento Europeo.